# Manuel (1937)
Manuel (Originaltitel: Captains Courageous) ist ein US-amerikanischer Abenteuerfilm von Regisseur Victor Fleming aus dem Jahr 1937. Er basiert auf dem Roman Captains Courageous (1896) von Rudyard Kipling. In der DDR wurde der Film unter dem Titel Manuel, der Fischer veröffentlicht.

## Handlung
Der verwöhnte Junge Harvey Cheyne wächst als Sohn eines erfolgreichen Unternehmers in luxuriösen Verhältnissen auf. Sein Vater hat nur wenig Zeit für ihn, die Mutter ist verstorben. Andere Menschen werden von Harvey nach deren Vermögen und Einfluss beurteilt, er glaubt sich Wertschätzung und Erfolg kaufen zu können. Nachdem er seinen ärmeren Mitschüler Charles und sogar einen Lehrer zu bestechen versucht, wird er bis zum Anfang des nächsten Schuljahrs vom Unterricht suspendiert. Harveys Vater sieht ein, dass er zu wenig Zeit mit seinem Sohn verbracht hat, und will ihn zur Vernunft bringen. Der Junge soll mit seinem Vater nach Europa reisen. Als er auf der Schiffsfahrt viele Eisbecher bestellt, um gegenüber anderen Jungen mit seinem Geld anzugeben, wird ihm anschließend übel. Er beugt sich über die Reling und fällt dabei in den heftigen Seegang der Neufundlandbank.
Harvey ertrinkt beinahe, wird aber von dem portugiesisch-amerikanischen Fischer Manuel gerettet. Er kommt auf den Schoner „We’re Here“ des Kapitäns Troop. Harvey versucht auch hier, seinen Kopf durchzusetzen: Der Kapitän habe sofort den Kurs zu ändern und ihn nach Hause zu bringen. Doch Kapitän Troop hat andere Pläne. Gegen einen geringen Lohn soll Harvey als Matrose an Bord bleiben. Erst langsam gewöhnt sich Harvey an das harte Leben an Bord und lernt draus, dass er nicht andere Menschen herumkommandieren kann. Er freundet sich dabei mit Diskos Sohn Dan sowie Manuel an, letzterer erteilt ihm Lektionen im Fischen und im Umgang mit anderen Menschen. Als Manuel im Wettstreit mit dem Fischer Long Jack liegt, wer die meisten Fische fängt, manipuliert Harvey den Angelhaken von Jack, woraufhin sich dieser an seinem Arm verletzt. Manuel gibt dem Jungen seine Enttäuschung zu verstehen, verteidigt ihn aber gegenüber Jack.
Die Erlebnisse auf der Fahrt machen aus Harvey mit der Zeit einen anderen Menschen, er beginnt die Fischer zu respektieren und gewinnt am Ende auch deren Respekt. Kapitän Troop befindet sich unterdessen in einem leidenschaftlichen Wettstreit mit dem konkurrierenden Kapitän Cushman, wer als erster den Heimathafen in Gloucester, Massachusetts, erreicht. Bei hohem Tempo und heftigem Seegang klettert Manuel auf den Mast, als dieser entzweibricht. Manuel fällt mit dem Mast in die See, wobei der unter der Wasseroberfläche befindliche Teil seines Körpers abgetrennt wird. Er will nicht, dass Harvey davon erfährt und ihn in diesem Zustand sieht, und bittet Troop, den umgefallenen Mast vom Schiff abzutrennen. Manuel verabschiedet sich von Harvey und sinkt unter die Wasseroberfläche.
Als der Schoner den Hafen erreicht, wird Harvey mit seinem überglücklichen Vater wiedervereint, der ihn für tot gehalten hatte. Aber auch von Harveys neugewonnener Reife und Menschlichkeit ist der Vater begeistert. Harveys Gedanken sind allerdings ganz von der Trauer um Manuel eingenommen, die Annäherungsversuche seines Vaters weist er ab. Er würde am liebsten weiterhin als Fischer mit Kapitän Troop unterwegs sein. Am nächsten Morgen gedenkt das ganze Dorf am Fischermannsdenkmal der verstorbenen Fischer des vergangenen Jahres, auch Harvey und sein Vater sind anwesend. Als beide Kränze für Manuel in den Atlantik werfen, nimmt Harvey die Hand seines Vaters.

## Produktionsgeschichte

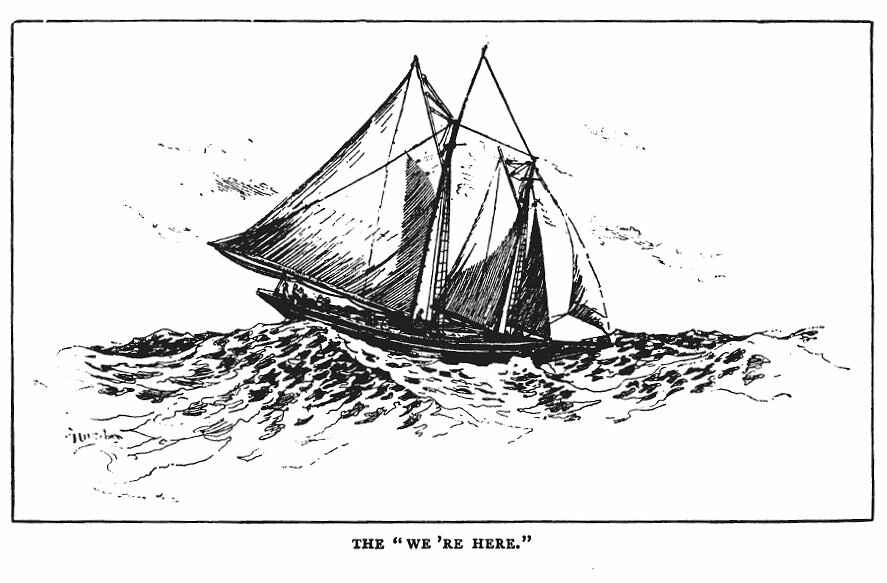
Isaac Walton Tabers Illustration der We’re Here für die Erstausgabe von Kiplings Buch

Die Verantwortlichen bei Metro-Goldwyn-Mayer (MGM) sowie die Drehbuchautoren veränderten die Grundgeschichte von Rudyard Kiplings Roman Captains Courageous in einigen Punkten stark: im Buch ist es eher Kapitän Disco Troop und nicht der Fischer Manuel, der die Erziehung des Jungen maßgeblich bestimmt. Außerdem ließ man die Figur des Manuel anders als im Buch sterben. Harvey ist im Buch bereits 15 Jahre alt, im Film dagegen ein paar Jahre jünger, offenbar damit ihn Metro-Goldwyn-Mayers damals populärster Kinderschauspieler Freddie Bartholomew verkörpern konnte. Während Kiplings Buch im Jahr 1896 erschien und in dieser Zeit spielt, ist die Verfilmung offensichtlich in der damaligen Gegenwart der 1930er angesiedelt.

Neben Bartholomew traten mit Spencer Tracy, Lionel Barrymore und dem extra von Columbia ausgeliehenen Melvyn Douglas gleich mehrere etablierte Filmstars auf, was den über 1,6 Millionen Euro teuren Film als Prestigeproduktion ausweist. Bartholomew nannte Captains Courageous rückblickend die besten Dreharbeiten, die er je gehabt hatte: „Für ein Kind war es wie ein langer Ausflug. Spencer Tracy, Lionel Barrymore, Mickey Rooney, Melvyn Douglas und ich sind uns in diesen zwölf Monaten sehr nahegekommen. Als die Dreharbeiten beendet waren, haben wir beim Abschied wie eine Gruppe Babys geweint.“ Tracy war zu der Rolle von MGM-Produktionschef Irving Thalberg überredet worden, fühlte sich allerdings mit dem gefälschten portugiesischen Akzent sowie den Locken, für die er täglich zwei Stunden in der Maske sitzen musste, unwohl. Seine Oscar-Auszeichnung kam deshalb für ihn unerwartet. Bartholomew bekannte Jahrzehnte später, dass er bei Tracy trotz gegenseitiger Freundlichkeit ein gewisses Konkurrenzgefühl gespürt habe, offensichtlich da er nicht als zweite Geige hinter dem Kinderstar gesehen werden wollte. Zugleich äußerte sich Spencer Tracy im Veröffentlichungsjahr euphorisch über Bartholomews Professionalität am Filmset sowie seine Schauspielkunst: „Freddie Bartholomews Schauspiel ist so fein und so einfach und so wahr, dass es den Menschen gar nicht auffällt“. 

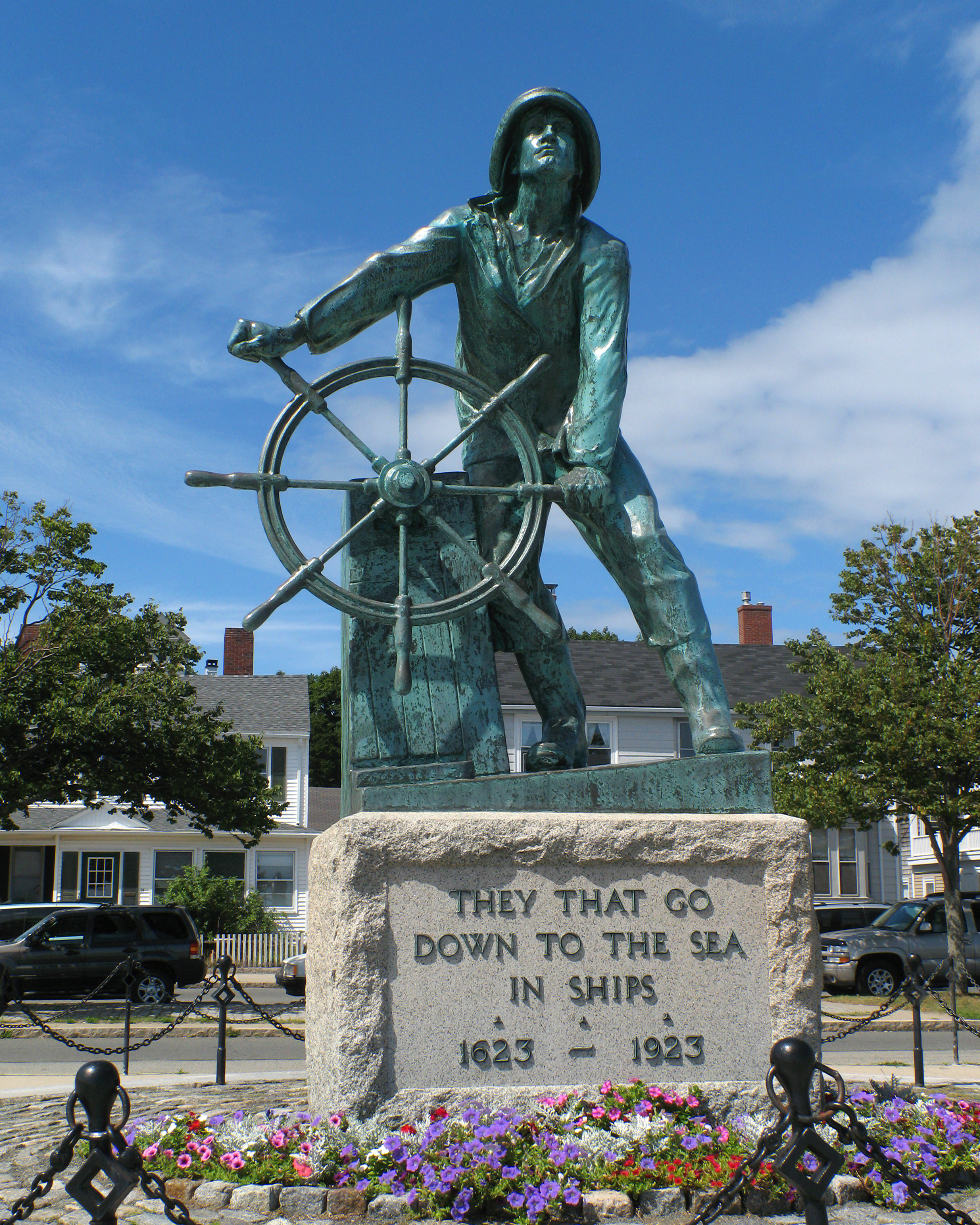
Das im Film zu sehende Fischermannsdenkmal in Glouchester

Erste Hintergrundaufnahmen für den Film entstanden bereits im Herbst 1935. Metro-Goldwyn-Mayer kaufte extra für das Filmprojekt zwei Schoner, die im Film als die Schiffe der Kapitäne Troop und Cushman zu sehen. Als ungewöhnlich für Hollywood-Filme der 1930er-Jahre, die sonst eher komplett in den Filmstudios entstanden, können Aufwand und Intensität des Location Shootings gelten: So wurde an den Handlungsorten in Neufundland, Neuschottland und der Hafenstadt Glouchester gedreht, zusätzliche Aufnahmen entstanden in der See in Florida Keys sowie vor der Küste der mexikanischen Stadt Mazatlán. Das Seemannsdenkmal in Glouchester ist in den Schlussszenen des Filmes zu sehen, es wurde 1925 im Gedenken an die ertrunkenen Seemänner errichtet und steht dort bis heute. Während der Dreharbeiten im Pazifik fiel der Seemann Kristen Gonmesen über Bord und ertrank. Nach einem Gerichtsurteil musste MGM 30.000 US-Dollar an Gonmesens Witwe zahlen, da das Schiff unzureichend gesichert war.
Im September 1936 stieg man in die eigentlichen Dreharbeiten mit den Schauspielern ein. MGM-Produzent Irving Thalberg, einer der Vorantreiber des Projektes, starb kurz nach Beginn der Dreharbeiten, woraufhin diese einige Tage unterbrochen wurden. Ab Oktober wurde vor Santa Catalina Island gedreht, doch das wechselhafte und unplanbare Wetter trieb Regisseur Victor Fleming in die Verzweiflung – wenn er etwa bei Nebel drehen wollte, kam auf einmal die Sonne heraus. Die Actionsequenzen mussten in aufwendiger Handarbeit gedreht werden und erforderten von den meisten Schauspielern, sich bei Seegang im Pazifik nass zu machen. Neben echten Seeleuten war auch der ehemalige Olympiaschwimmer Harold Kruger als Stuntman und Rettungsschwimmer beschäftigt. Wegen einer Operation musste Regisseur Fleming für im Januar 1937 für einige Wochen pausieren, woraufhin Jack Conway kurzzeitig die Regie übernahm. Ende Februar 1937 wurden die Dreharbeiten beendet.
Komponist Franz Waxman ließ sein Hauptthema grob auf dem spanischen Volkslied El Noi de la Mare (zu deutsch „der Sohn Marias“) basieren. Das von Manuel gesungene Lied wurde von Waxman und Gus Kahn geschrieben. Für das Szenenbild war Cedric Gibbons zuständig, für den Ton Douglas Shearer und für das Maskenbild Robert J. Schiffer.

## Synchronisation
In Deutschland wird heute die zweite Synchronfassung gezeigt, die um das Jahr 1970 für das Fernsehen entstand. Die erste Fassung entstand offensichtlich vor dem Zweiten Weltkrieg, als der Film bereits in den deutschen Kinos lief.
| Rolle                     | Schauspieler        | Dt. Stimme (1938)       | Dt. Stimme (1970)   |
| ------------------------- | ------------------- | ----------------------- | ------------------- |
| Harvey Cheyne             | Freddie Bartholomew | Wolfgang Kieling        | Eva Mattes (?)      |
| Manuel                    | Spencer Tracy       | René Deltgen            | Michael Chevalier   |
| Kapitän Disko Troop       | Lionel Barrymore    | Erich Ponto             | Gerhard Geisler     |
| Mr. Cheyne                | Melvyn Douglas      | Siegfried Schürenberg   | Thomas Reiner       |
| Onkel Salters, Fischer    | Charley Grapewin    | Franz Weber             | Anton Reimer        |
| Long Jack, Fischer        | John Carradine      | Hans Adalbert Schlettow | Christian Marschall |
| Dan Troop                 | Mickey Rooney       |                         | Michael Ande        |
| Kapitän Cushman           | Oscar O’Shea        |                         | Robert Klupp        |
| Dr. Finlay, Schulleiter   | Walter Kingsford    |                         | Klaus W. Krause     |
| Mr. Tyler, Lehrer         | Donald Briggs       |                         | Klaus Kindler       |
| Prediger bei Gedenkfeier  | Murray Kinnell      |                         | Hans Cossy          |
| Burns, Butler der Cheynes | Charles Coleman     |                         | Erik Jelde          |

## Rezeption

### Publikumserfolg und Einfluss
Nach seiner Premiere am 11. Mai 1937 in den Vereinigten Staaten entwickelte sich Captains Courageous zu einem Kassenschlager. Er brachte dem Studio bei Einnahmen von über 3,1 Millionen US-Dollar am Ende rund 1,5 Millionen Dollar Profit ein. Ab August 1937 lief er in verschiedenen europäischen Ländern, so in Österreich wohl bereits im November 1937. In Deutschland kam der Film am 26. Januar 1938 in den Kinos, seine Fernsehpremieren hatte er 1970 (Westdeutschland) und 1985 (Ostdeutschland). Im US-Fernsehen war diese Produktion im Jahr 1955 der erste Film von Metro-Goldwyn-Mayer, der im Fernsehen gezeigt wurde.
Bei diesen ersten Fernsehausstrahlungen sah auch der junge Steven Spielberg zu und bezeichnet Captains Courageous bis heute als einen seiner Lieblingsfilme. Der Einfluss des Filmes ist laut Filmhistorikern auch in Spielbergs Das Reich der Sonne erkennbar. Neben dem Spielberg-Einfluss wird der Film auch indirekt in Jerome David Salingers Klassiker Der Fänger im Roggen erwähnt: Der Hauptfigur des unzufriedenen, etwas verwöhnten Teenagers Holden bekommt von einer Prostituierten gesagt, er ähnele dem Jungen aus einem Film mit Melvyn Douglas, der aus einem Boot falle.

### Kritiken
Variety schrieb, die Wandlung vom „Schnösel zum liebenswerten Kind“ sei von Bartholomew überzeugend gespielt worden. Spencer Tracy wirke mit seinem Gesinge und dem Akzent zunächst etwas komisch, allerdings gelänge auch ihm eine bewegende Darstellung. Auch Frank S. Nugent von der New York Times fand Tracy „anfangs seltsam unglaubwürdig“ wegen des Akzentes, aber am Ende doch überzeugend. Freddie Bartholomews Darstellung sei „fehlerlos“, im ersten Teil des Filmes wirke er „reptilienhaft“ und wie eine „Miniaturausgabe von Basil Rathbone“, während er am Filmende der „trauernde, verwirrte kleine Junge“ sei, der seine geliebte Person verloren habe und seinen Vater nicht in sein Herz lassen könne. Nugent lobte auch die Darstellungen von Lionel Barrymore und Melvyn Douglas, die Kameraarbeit von Hal Rosson sowie die „exzellenten Charakterisierungen“. Es sei ein Film, der die Produktion von Metro-Goldwyn-Mayer in Hochform zeige.
Meyer Levin zeigte sich 1937 im Esquire hellauf begeistert und bezeichnete ihn als einen der wohl besten Filme aller Zeiten. Es sei zugleich der „männlichste und zärtlichste unter den neueren Hollywood-Filmen“. Victor Flemings Regie sei „tadellos“ und Drehbuchautor Marc Connelly habe das genüssliche Porträt eines korrupten Kindes geschaffen. Der Film wirke manchmal gar dokumentarisch und sei so „komplett, robust und oftmals so schön wie ein Robert-Flaherty-Film“. Die Schauspielleistungen seien alle gelungen und würden in einem „für das Kino neuartigen Gruppengeist“ miteinander harmonieren. Ann Ross schrieb im Maclean’s, es sei ein „so schöner und spannender Streifen, dass man davor zurückschreckt, ihn als Familienfilm zu klassifizieren, da Menschen ohne Familien sonst vielleicht wegbleiben werden.“ Der Film sei „weder sentimental noch falsch“ und von herausragenden Schauspielleistungen getragen. Es gebe Abweichen zu Kiplings Geschichte, doch diese würden nicht „Stimmung oder Intention des Originals entstellen“.
Der Filmdienst urteilte: „Psychologisch genauer, unaufdringlich und spannend erzählter Abenteuerfilm.“ Auch der Evangelische Filmbeobachter zeigte sich voll des Lobes: „Kiplings Roman Fischerjungen in einem nach wie vor prachtvollen Film Flemings aus dem Jahre 1937. Nicht zuletzt gerade durch Spencer Tracys vorbildliche Manuel-Darstellung sehenswert ab 10.“ Bis heute fällt, etwa bei Rotten Tomatoes, der Großteil der Kritiken positiv aus. Die einzige negative Stimme bei Rotten Tomatoes stammt von dem Kritiker Dennis Schwartz, der den Film zwar „angenehm“ findet, ihn aber nicht als „großartigen Film“ betrachtet und Tracys Darstellung als kein Beispiel für große Schauspielkunst sieht.

### Auszeichnungen
- 1937: Oscar in der Kategorie Bester Hauptdarsteller (Tracy), drei weitere Nominierungen in den Kategorien Bester Film, Bestes adaptiertes Drehbuch und Bester Schnitt. Ein überraschter Spencer Tracy entdeckte, dass sein Oscar die Aufschrift „Dick Tracy“ aufwies – der Fehler eines Graveurs. Tracy bekam später eine neue Statue mit seinem Namen. Seit diesem Vorfall werden nur noch Statuen ohne Namen vergeben. Die Namen werden später nachgraviert.
- 1937: Photoplay Award für den Produzenten Lighton
- 2006: Das American Film Institute wählte den Film auf Platz 94 der „100 inspirierendsten amerikanischen Filme aller Zeiten“